# Carl Johan Adlercreutz

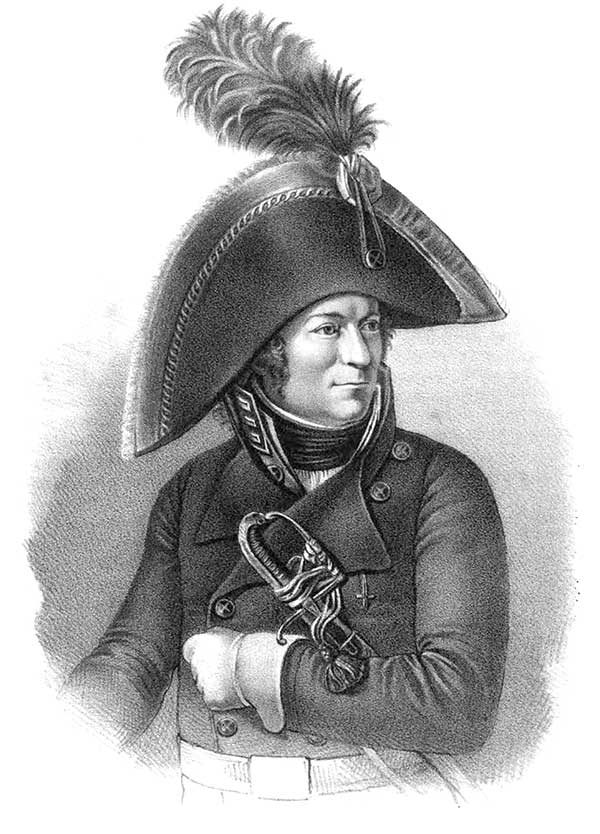
Carl Johan Adlercreutz

Carl Johan Adlercreutz (Porvoo (Nyland), 27 april 1757 – Stockholm, 21 augustus 1815) was een Fins-Zweedse graaf, generaal en minister die een belangrijke rol speelde in de Finse Oorlog en de afzetting van koning Gustaaf IV Adolf.
Adlercreutz werd geboren in Nyland in Zuid-Finland en ging al op 13-jarige leeftijd in militaire dienst. Hij onderscheidde zich tijdens de Russisch-Zweedse Oorlog van 1788 – 1790 en bereikte de rang van brigadegeneraal.
Tijdens de Finse Oorlog (1808 – 1809) tussen Zweden en Rusland werd hij benoemd tot bevelhebber van de Zweedse troepen in Finland. Hij behaalde een aantal overwinningen, maar verloor de belangrijke Slag bij Oravais op 14 september 1808, een omslagpunt in de oorlog.
Adlercreutz speelde een centrale rol in de afzetting van de Zweedse koning Gustaaf IV Adolf na het verlies van Finland aan de Russen. Op 13 maart 1809 leidde hij een groep militairen naar het koninklijk paleis, arresteerde de koning en zette hem gevangen.
Als dank voor zijn diensten werd Adlercreutz benoemd tot generaal en verheven in de adelstand als graaf. In 1810 werd hij benoemd tot minister en in 1811 tot ridder in de Serafimerorde.
Adlercreutz had het bevel over de Zweedse troepen in de Slag bij Leipzig tegen Napoleon in 1813 en in de korte veldtocht in 1814 tegen Noorwegen, dat bij de Vrede van Kiel door Denemarken aan Zweden was afgestaan, maar zich onafhankelijk had verklaard.
De Fins-Zweedse dichter Johan Ludvig Runeberg wijdde in 1860 een gedicht aan Adlercreutz.
- Gemeinsame Normdatei: 142429848
- International Standard Name Identifier: 0000 0000 8219 0493
- KulturNav: 20f74e9e-092a-4d63-bc58-a0b6fddd35c5
- LIBRIS: 223870
- Virtual International Authority File: 36894197
- WorldCat: E39PBJgCHQBfXqdrBVpvmvXrv3